# Henham
Henham är en by och en civil parish i Uttlesford i Essex i England. Orten har 1 161 invånare (2001). Det inkluderar Little Henham och Pledgdon (eller Prison Green).